# 가산 마수드
가산 마수드(아랍어: غسّان مسعود, 1958년 9월 20일 ~ )는 시리아의 배우이다. 리들리 스콧의 《킹덤 오브 헤븐》에서 살라딘 연기를 한 것으로 외국에도 널리 알려지게 되었다.
다마스쿠스 태생으로, 결혼하여 1남 1녀를 두었다. 다마스쿠스 음악연기학교에서 강의도 한다.

## 출연 작품
- 토미리스: 전쟁의 여신 (2019)
- 엑소더스: 신들과 왕들 (2014)
- 캐리비안의 해적 - 세상의 끝에서 (2007)
- 늑대들의 계곡 이라크 (2006)
- 킹덤 오브 헤븐 (2005)